# إد ويلكينسون
إد ويلكينسون (بالإنجليزية: Ed Wilkinson)‏ هو لاعب كرة قاعدة أمريكي، ولد في 20 يونيو 1890 في جاكسونفيل في الولايات المتحدة، وتوفي في 9 أبريل 1918 في توسان في الولايات المتحدة.